# Bealeova letecká základna
Bealeova letecká základna (anglicky Beale Air Force Base; kód IATA je BAB, kód ICAO KBAB, kód FAA LID BAB) je vojenská letecká základna letectva Spojených států amerických nacházející se třináct kilometrů východně od městečka Marysville ve státě Kalifornie. Je domovskou základnou 9. průzkumného křídla (9th Reconnaissance Wing; 9 RW).
9. průzkumné křídlo je podřízeno Velitelství vzdušného boje (Air Combat Command). Hlavním úkolem křídla je shromažďování a třídění zpravodajských informací, důležitých pro rozhodování amerického prezidenta a Kongresu v případě vážného ohrožení národní bezpečnosti. Je proto vybaveno jednak výzvědnými letouny Lockheed U-2 „Dragon Lady“ a dále pak bezpilotními letouny RQ-4 Global Hawk a MC-12 Liberty.
Křídlo je neustále udržováno na vysokém stupni bojové pohotovosti pro eventuální případ nutnosti neprodleného operačního nasazení v odpovědi na jakoukoli bezpečnostní hrozbu. Velitelem 9. průzkumného křídla je brigádní generál Paul H. McGillicuddy, velitelem Bealovy základny je CMSgt Robert White.
Tato základna byla zprovozněna roku 1942, tehdy pod názvem Camp Beale. Pojmenována byla podle diplomata a poručíka amerického námořnictva Edwarda Fitzgeralda Bealea (1822–1893).